# Solva nigroscutata
Solva nigroscutata är en tvåvingeart som beskrevs av Meijere 1916. Solva nigroscutata ingår i släktet Solva och familjen lövträdsflugor. Inga underarter finns listade i Catalogue of Life.